# Шинкин
Шинкин — хутор в Острогожском районе Воронежской области.. Входит в Ольшанское сельское поселение.

## Население
| 1859 | 2000 | 2005 | 2010 |
| ---- | ---- | ---- | ---- |
| 520  | ↘192 | ↘178 | ↘166 |

## Инфраструктура
Улицы
- ул. Весёлая
- ул. Заречная
- ул. Ивановская
- ул. Любимовка
- ул. Молодёжная
- ул. Привокзальная
- ул. Садовая